# City of Port Augusta
City of Port Augusta is een Local Government Area (LGA) in de Australische deelstaat Zuid-Australië.